# Eeriksaare
Koordinaten: 58° 20′ N, 21° 55′ O

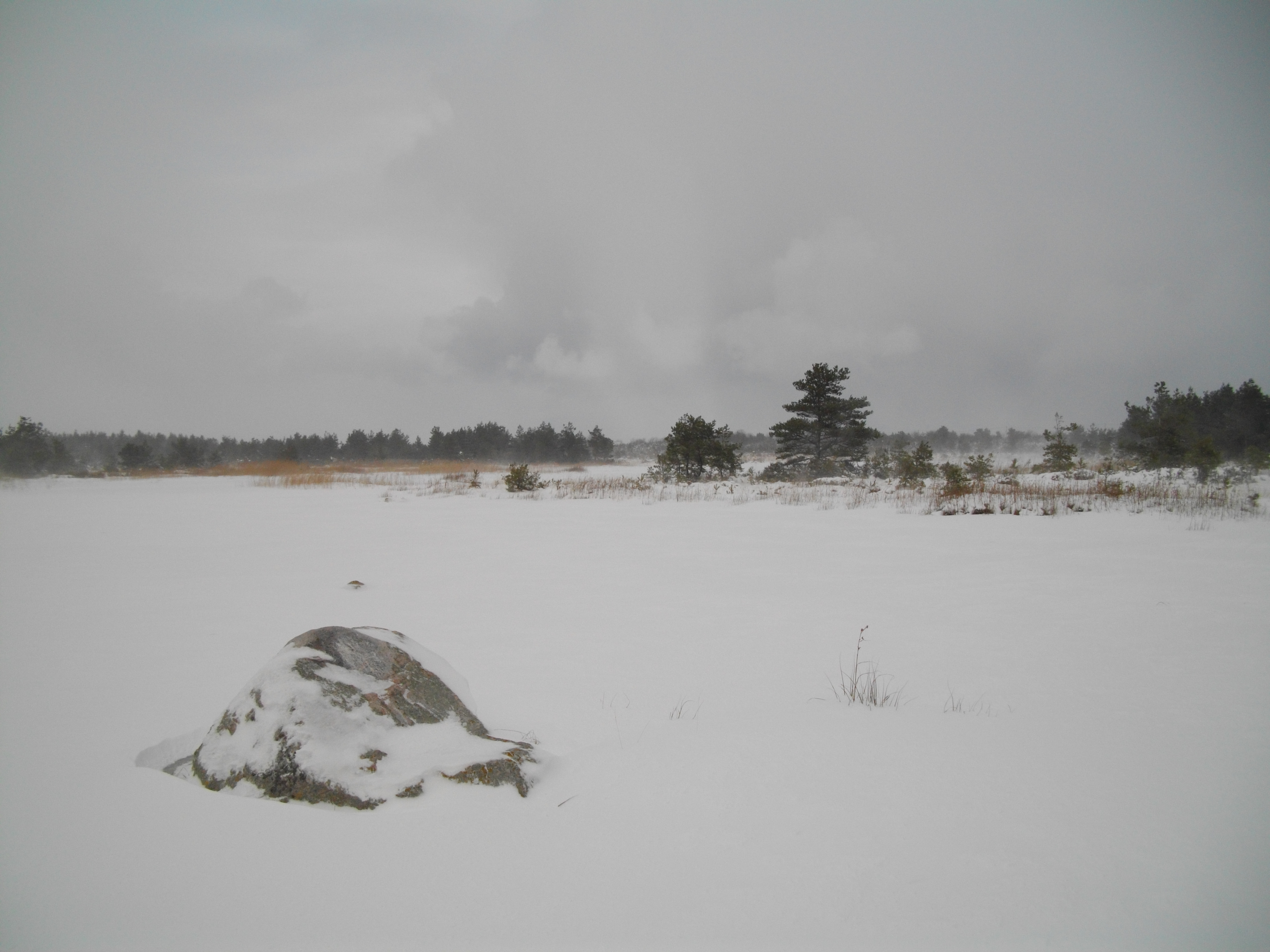
Winter in Eeriksaare

Eeriksaare ist ein Dorf (estnisch küla) auf der größten estnischen Insel Saaremaa. Es gehört zur Landgemeinde Saaremaa (bis 2017: Landgemeinde Lääne-Saare) im Kreis Saare.

## Beschreibung
Das Dorf hat einen Einwohner (Stand 1. Januar 2016). Das Dorfgebiet beträgt 6,84 km².
Der Ort wurde erstmals 1529 urkundlich erwähnt. Er liegt auf der gleichnamigen Halbinsel (Eeriksaare poolsaar) an der Westküste der Insel Saaremaa zwischen den Ostsee-Buchten Atla laht und Kuusnõmme laht. Die Halbinsel ist Teil des Nationalparks Vilsandi.
Die Flora ist von Wacholder geprägt.